# Dieter Lindner
Dieter Lindner (18. ledna 1937 Nebra – ?květen 2021) byl německý atlet, chodec, mistr Evropy z roku 1966.

## Sportovní kariéra
Specializoval se na chůzi na 20 kilometrů. V této disciplíně startoval na olympiádě v Melbourne v roce 1956 a na mistrovství Evropy ve Stockholmu o dva roky později. V obou případech byl diskvalifikován a závod nedokončil. Na olympiádě v Římě v roce 1960 skončil v chodeckém závodě na 20 kilometrů čtvrtý. Při svém třetím olympijském startu v Tokiu v roce 1964 vybojoval v této disciplíně stříbrnou medaili. Největšího úspěchu dosáhl na evropském šampionátu v Budapešti, kde v závodě na 20 kilometrů chůze zvítězil.